# Sébastien Tillous-Borde
Pour les articles homonymes, voir Tillous-Borde.
Pas d'image ? Cliquez ici

a Compétitions nationales et continentales officielles uniquement.

b Matchs officiels uniquement.
Dernière mise à jour le 10 juin 2024.
Sébastien Tillous-Borde, né le 29 avril 1985 à Oloron-Sainte-Marie (Pyrénées-Atlantiques), est un joueur international français de rugby à XV qui évolue au poste de demi de mêlée, reconverti entraîneur.
Il remporte trois Coupe d'Europe en 2013, 2014 et 2015 et un championnat de France en 2014 avec le RC Toulon.
Depuis 2024, il est manager de l'US Montauban.

## Biographie

### Jeunesse et formation
Sébastien Tillous-Borde naît le 29 avril 1985 à Oloron-Sainte-Marie, capitale du Haut-Béarn, et grandit à Lacommande, près de Monein. Il est le fils de Jean-Pierre Tillous-Borde, ancien demi de mêlée du Football Club oloronais. Tillous-Borde est élève au collège d'Oloron, puis obtient un bac pro agricole au lycée Soeix d'Oloron. Sébastien Tillous-Borde débute le rugby à XV au SA Monein à l'âge de cinq ans, et rejoint ensuite le Fécéo en juniors Crabos en 2001, où il retrouve son ami d'enfance Stéphan Vitalla. Tillous-Borde intègre les séléctions de jeunes du Comité du Béarn, aux côtés de Lionel Beauxis, Arnaud Epito, Grégory Puyo ou encore Fabien Cibray de la Section paloise, au poste de demi de mêlée. Avec la sélection du Béarn, il remporte la Coupe Roger Taddéï, même si Cibray est titulaire à la mêlée. Retenu en équipe de France des moins de 18 ans, Tillous-Borde est sélectionné aux côtés de Florian Cazalot, Arnaud Epito, Lionel Beauxis et Fabien Cibray. Il porte encore le maillot national avec les moins de 19 ans.
Tillous-Borde est demi-finaliste du championnat du monde des moins de 21 ans en 2005, où il est une nouvelle fois en concurrence avec le sectionniste Cibray pour le poste de numéro 9,. Tillous-Borde débute équipe première.
Afin de continuer sa progression, Tillous-Borde quitte le Béarn et rejoint le Biarritz olympique en 2004.

### Carrière en club
Face à la concurrence de Dimitri Yachvili et Julien Dupuy au Biarritz olympique, Sébastien Tillous-Borde est en manque de temps de jeu, et même parfois aligné au poste d'ailier.

Ainsi, Tillous-Borde s'engage en faveur du Castres olympique, signant un contrat de deux ans pour les saisons 2007-2008 et 2008-2009.

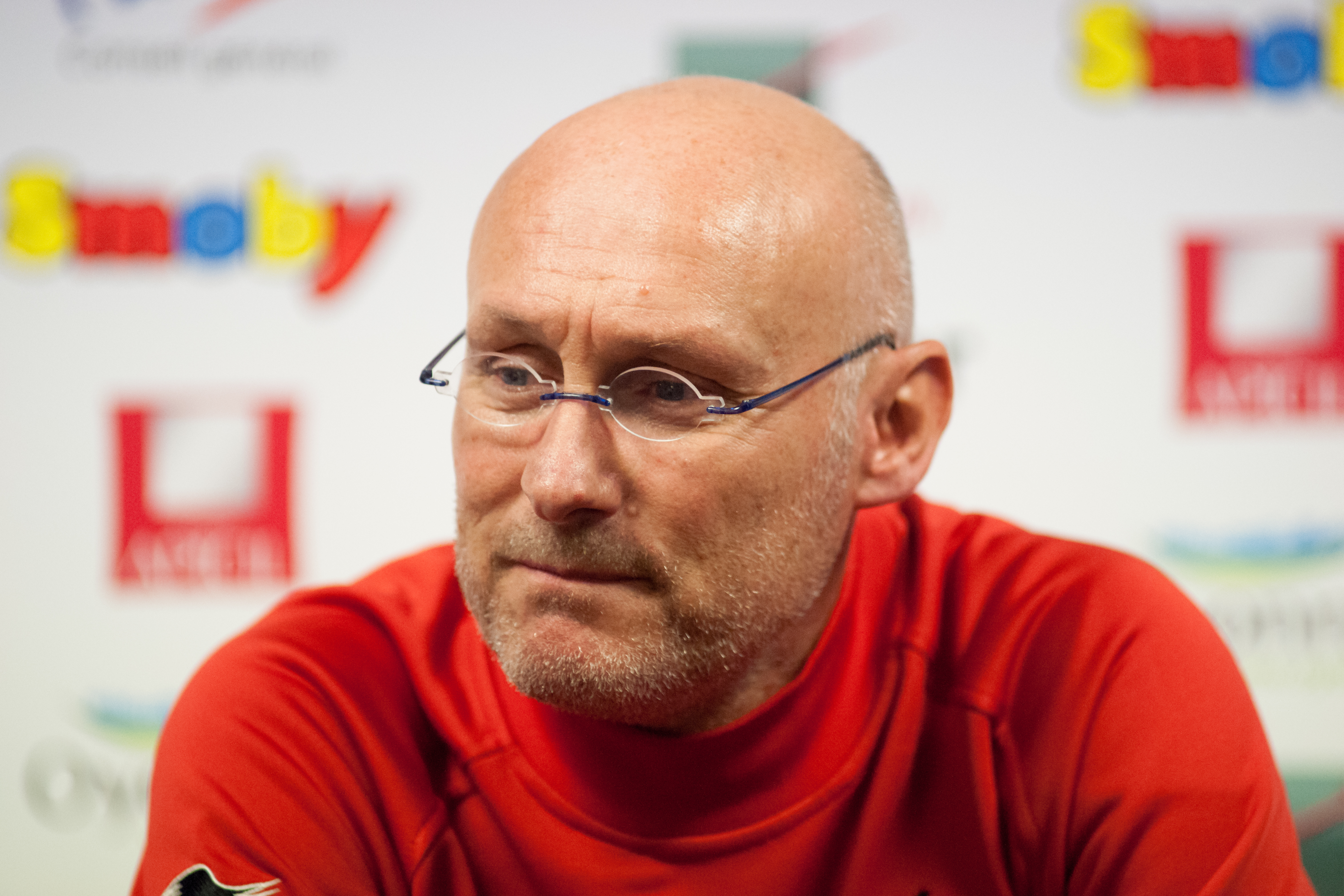
Bernard Laporte, ici en 2014, est le manager de Sébastien Tillous-Borde à Toulon de 2011 à 2016.

En février 2011, il annonce par une vidéo sur son site officiel qu'il jouera au RC Toulon pour la saison 2011-2012.
Avec le RCT, il fait le doublé en 2014 en devenant à la fois champion d'Europe et champion de France. En février 2015, il prolonge son contrat avec le club toulonnais pour trois nouvelles saisons.

### Carrière internationale
Avant ses sélections avec l'équipe de France, il porte le maillot de différentes sélections de jeunes. Il est ainsi international en moins de 18 ans, disputant un match en 2003 face à l'Angleterre. Il est ensuite finaliste du championnat du monde 2004 en Afrique du Sud avec les moins de 19 ans où il obtient trois sélections.
Avec les moins de 21 ans, il joue un match et inscrit un essai lors du championnat du monde 2005 en Argentine. Tillous-Borde est demi-finaliste de la compétition, où il est une nouvelle fois en concurrence avec le sectionniste Cibray pour le poste de numéro 9,. En 2006, il est sacré champion du monde avec les moins de 21 ans lors du Championnat du monde des moins de 21 ans 2006. Il forme la charnière avec Lionel Beauxis.
Il obtient sa première sélection en équipe de France le 28 juin 2008 contre l'Australie.

### Reconversion en tant qu'entraîneur
En 2018, il met un terme à sa carrière de joueur et devient entraîneur des arrières du RC Toulon auprès du nouveau manager Patrice Collazo. En 2020, il est écarté par le RCT et remplacé par Julien Dupuy. Il devient entraîneur du CS Bourgoin-Jallieu en 2021 puis de Rouen Normandie rugby à partir de 2023.
À l'issue de la saison 2023-2024, il rejoint l'US Montauban pour un contrat de trois ans.

### Champion de France de Pro D2 2025
Lors de cette première saison avec les montalbanais, après avoir passée toute une saison à lutter pour ne pas être en bas de classement, il qualifie le club en phase régulière pour les places finales finissant à la 6e place. 
Montauban, en barrage, vainc Colomiers à Bendichou le 23 mai 2025 (23-26). En demi-finale, le 30 mai 2025, contre toute attente, ils réussissent à battre le CA Brive à Amédée-Domenech (13-29). 
Le 7 juin 2025, au stade Ernest-Wallon, l'US Montauban dépose 24 à 19 le FC Grenoble et devient champion de France de Pro D2 et remonte le club en Top 14.

## Vie privée
Il est amateur de boxe.

## Statistiques en équipe nationale
Sébastien Tillous-Borde compte 19 capes avec l'équipe de France. Il inscrit trois essais. Il a pris part à deux éditions du Tournoi des Six Nations, en  2009 et 2015.

### Tournoi des Six Nations
| Édition          | Rang | Résultats France | Résultats Tillous-Borde | Matchs Tillous-Borde |
| ---------------- | ---- | ---------------- | ----------------------- | -------------------- |
| Six Nations 2009 | 3    | 3 v, 0 n, 2 d    | 2 v, 0 n, 2 d           | 4/5                  |
| Six Nations 2015 | 4    | 2 v, 0 n, 3 d    | 1 v, 0 n, 2 d           | 3/5                  |

Légende : v = victoire ; n = match nul ; d = défaite ; la ligne est en gras quand il y a Grand Chelem.

### Coupe du monde
Il dispute la Coupe du monde lors de l'édition 2015, participant à trois rencontres, face à l'Italie, le Canada et l'Irlande.
| Édition         | Rang               | Résultats France | Résultats Tillous-Borde | Matchs Tillous-Borde |
| --------------- | ------------------ | ---------------- | ----------------------- | -------------------- |
| Angleterre 2015 | Quart de finaliste | 3 v, 0 n, 2 d    | 2 v, 0 n, 1 d           | 3/5                  |

Légende : v = victoire ; n = match nul ; d = défaite.

### Entraîneur
| Saison      | Club      | Division | Poste    | Classement                | Coupe d'Europe   | Challenge européen          |
| ----------- | --------- | -------- | -------- | ------------------------- | ---------------- | --------------------------- |
| 2018 - 2019 | RC Toulon | Top 14   | Arrières | 9e                        | Éliminé en poule | -                           |
| 2019 - 2020 | RC Toulon | Top 14   | Arrières | 4e (arrêt du championnat) | -                | Qualifié en quart-de-finale |

## Palmarès

### En club
En tant que joueur :
- RC Toulon
  - Finaliste du  Championnat de France en 2012 et 2013
  - Vainqueur du Championnat de France en 2014
  - Vainqueur de la Coupe d'Europe en 2013, 2014 et 2015

En tant qu'entraîneur :
- US Montauban
  - Vainqueur du Championnat de France de Pro D2 2025

### Séléction nationale
- France -21
  - Vainqueur du Championnat du monde des moins de 21 ans en 2006